# Liste der Pfarren im Dekanat Altenfelden
Das Dekanat Altenfelden ist ein Dekanat der römisch-katholischen Diözese Linz.

## Pfarren mit Kirchengebäuden und Kapellen
| Ort                     | Pfarrverband         | Ink.                   | Patrozinium       | Kirchengebäude und Kapellen                                                       | Bild                               |
| ----------------------- | -------------------- | ---------------------- | ----------------- | --------------------------------------------------------------------------------- | ---------------------------------- |
| Altenfelden             | Altenfelden          |                        | Hl. Sixtus II.    | Pfarrkirche Altenfelden Maria Pötsch                                              | Pfarrkirche Altenfelden            |
| Herzogsdorf             | St. Peter am Wimberg | Sankt Florian (CanReg) | Hl. Pankratius    | Pfarrkirche Herzogsdorf                                                           | Pfarrkirche Herzogsdorf            |
| Kirchberg ob der Donau  | Altenfelden          |                        | Hl. Othmar        | Pfarrkirche Kirchberg ob der Donau                                                | Pfarrkirche Kirchberg              |
| Kleinzell im Mühlkreis  | Altenfelden          | Sankt Florian (CanReg) | Hl. Laurentius    | Pfarrkirche Kleinzell im Mühlkreis Wallfahrtskapelle Ramersberg                   | Pfarrkirche Kleinzell              |
| Lacken                  | St. Peter am Wimberg | Sankt Florian (CanReg) | Maria Hilf        | Pfarrkirche Lacken                                                                | Pfarrkirche Lacken                 |
| Neufelden               | Altenfelden          |                        | Hl. Philippus     | Pfarrkirche Neufelden                                                             | Pfarrkirche Neufelden              |
| Niederwaldkirchen       | St. Peter am Wimberg | Sankt Florian (CanReg) | Mariä Himmelfahrt | Pfarrkirche Niederwaldkirchen Friedhofskapelle, Kapelle in St. Ulrich             | Pfarrkirche Niederwaldkirchen      |
| Obermühl                | Altenfelden          |                        | Mariä Geburt      | Pfarrkirche Obermühl                                                              | Pfarrkirche Obermühl               |
| St. Martin im Mühlkreis | St. Peter am Wimberg | Sankt Florian (CanReg) | Hl. Martin        | Pfarrkirche St. Martin im Mühlkreis Kapelle im Schloss Neuhaus an der Donau       | Pfarrkirche Sankt Martin           |
| St. Peter am Wimberg    | St. Peter am Wimberg | Sankt Florian (CanReg) | Hl. Petrus        | Pfarrkirche St. Peter am Wimberg Filialkirche Steinbruch, Filialkirche Hollerberg | Pfarrkirche Sankt Peter am Wimberg |

## Dekanat Altenfelden
Das Dekanat umfasst 10 Pfarren.

## Dechanten
- Alfred Höfler und Johannes Holzinger Propst Stift St. Florian